# Cupra Marittima

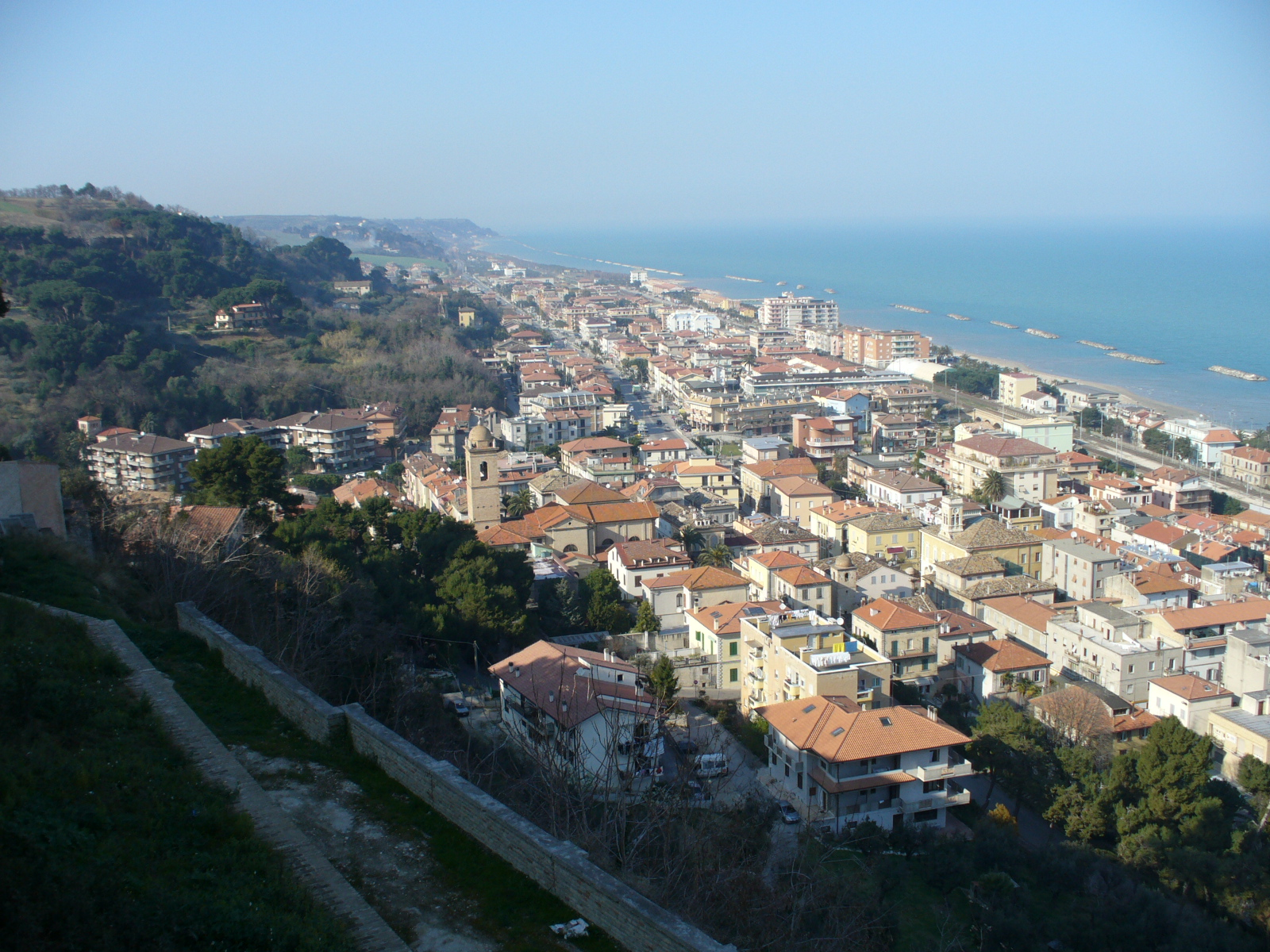
Cupra Marittima aus der Luft

Cupra Marittima ist eine italienische Gemeinde (comune) mit 5388 Einwohnern (Stand 31. Dezember 2023) in der Provinz Ascoli Piceno in den Marken. Die Gemeinde liegt etwa 29 Kilometer nordöstlich von Ascoli Piceno am Adriatischen Meer.

## Geschichte
Das Gemeindegebiet war bereits in römischer Zeit besiedelt. Ab dem Hochmittelalter ist die Siedlung als Marano bekannt.
Seit 1863 trägt die Gemeinde den heutigen Namen.

## Verkehr
Durch die Gemeinde führt die Autostrada A14 von Bologna nach Süditalien entlang der Adria. Parallel dazu verläuft hier dem Küstenverlauf entlang die Strada Statale 16 Adriatica. Der Bahnhof von Cupra Marittima liegt an der Bahnstrecke Ancona–Lecce.